# Громово (Новгородская область)
Громово — деревня в Боровичском муниципальном районе Новгородской области, относится к Волокскому сельскому поселению.
Громово находится к северу от излучины, на правом берегу реки Мсты. На противоположном берегу реки, в 1,5 км севернее, находится деревня Каташино (на территории Котовского сельского поселения Окуловского муниципального района).

## История
В Боровичском уезде Новгородской губернии в 1911 году Громово относилось к Волоцкой (Волокской) волости.
С августа 1927 года, деревня Громово в составе новообразованного Боровичского округа в составе переименованной из Северо-Западной в Ленинградскую области. С ноября 1928 года в составе в Бобинского сельсовета Боровичского района. По постановлению ЦИК и СНК СССР от 23 июля 1930 года Боровичский округ был упразднён, а район перешёл в прямое подчинение Леноблисполкому.
Во время неудавшейся всесоюзной реформы по делению на сельские и промышленные районы и парторганизации, в соответствии с решениями ноябрьского (1962 года) пленума ЦК КПСС «о перестройке партийного руководства народным хозяйством» с 10 декабря 1962 года и сельсовет и деревня вошли в крупный Боровичский сельский район, а 1 февраля 1963 года административный Боровичский район был упразднён. Решением Новгородского облисполкома № 496 от 24 августа 1963 года Бобинский сельсовет был упразднён, а деревня Громово вошла в состав Волокского сельсовета. Пленум ЦК КПСС, состоявшийся 16 ноября 1964 года, восстановил прежний принцип партийного руководства народным хозяйством, после чего Указом Верховного Совета РСФСР от 12 января 1965 года сельские районы были преобразованы вновь в административные районы и решением Новгородского облисполкома от 12 января 1965 года и Волокский сельсовет и деревня вновь в Боровичском районе.
После прекращения деятельности Волокского сельского Совета в начале 1990-х стала действовать Администрация Волокского сельсовета, которая была упразднена с 1 января 2006 года на основании постановления Администрации города Боровичи и Боровичского района от 18 октября 2005 года и деревня Громово, по результатам муниципальной реформы входит в состав муниципального образования — Волокское сельское поселение Боровичского муниципального района (местное самоуправление), по административно-территориальному устройству подчинена администрации Волокского сельского поселения Боровичского района.

## Транспорт
Деревня расположена в 12 км к западу от административного центра сельского поселения — деревни Волок. Проезд в деревню вдоль берега Мсты из Бобино (до Бобино есть автодорога от административного центра сельского поселения — деревни Волок).

## Население
| 1989 | 2002 | 2006 | 2008 | 2009 | 2010 |
| ---- | ---- | ---- | ---- | ---- | ---- |
| 0    | →0   | →0   | ↗2   | →2   | ↗4   |